# David Finlay
David Finlay, Jr., né le 16 mai 1993 est un catcheur allemand, qui est principalement connu pour son travail à la New Japan Pro Wrestling. Il est le fils du catcheur nord-irlandais Dave Finlay.

## Carrière

### New Japan Pro Wrestling (2015-...)
Début juin 2015, la New Japan Pro Wrestling annonce la signature d'un contrat avec Finlay.

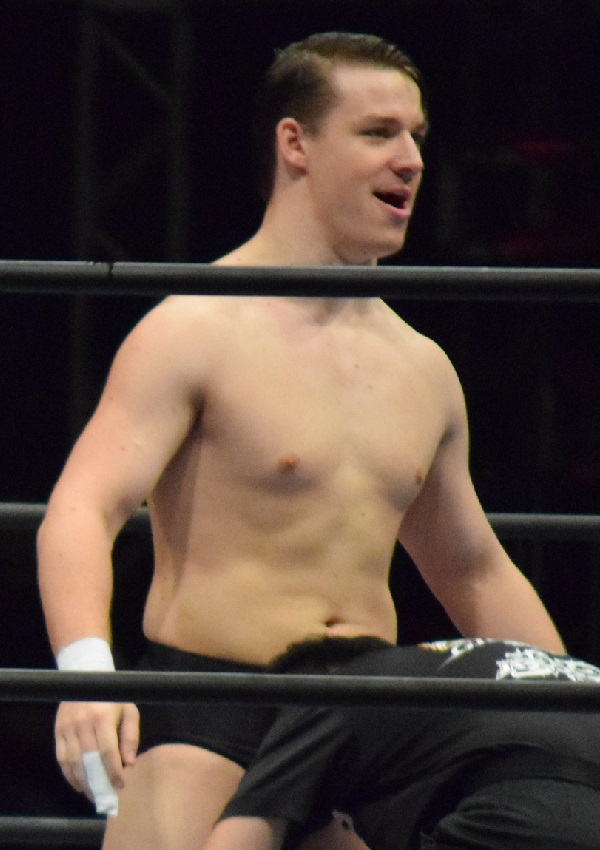
Finlay en 2015

Lors de Destruction in Kobe, lui, Ricochet et Satoshi Kojima battent Bullet Club (Adam Cole, Matt Jackson et Nick Jackson) et remportent les titres Never Openweight 6-Man Tag Team Championshipvacants. Le 8 octobre, ils conservent leur titres contre Chaos (Will Ospreay, Baretta et Rocky Romero). Lors de King of Pro-Wrestling 2016, lui et Ricochet perdent contre The Young Bucks et ne remportent pas les IWGP Junior Heavyweight Tag Team Championship. Ils participent ensuite au Super Jr. Tag Tournament 2016, où ils battent Chaos (Gedo et Will Ospreay) lors du premier tour, mais ils sont éliminés du tournoi à la suite de leur défaite contre ACH et Taiji Ishimori en demi finale. Lors de Wrestle Kingdom 11, ils perdent avec Satoshi Kojima les Never Openweight 6-Man Tag Team Championship au profit de Los Ingobernables de Japón (Bushi, Evil et Sanada) dans un Gauntlet match.
Lors de Strong Style Evolved 2018, il attaque Jay White et le défi à un match pour le IWGP United States Heavyweight Championship,. Lors de Sakura Genesis 2018, lui, Juice Robinson et Hiroshi Tanahashi battent Chaos (Jay White, Hirooki Goto et Yoshi-Hashi). Le 24 avril, il perd contre Jay White et ne remporte pas le IWGP United States Heavyweight Championship. Lors de Dominion 6.9, lui et Juice Robinson battent Chaos (Jay White et Yoshi-Hashi).
Lors de Destruction In Hiroshima, lui et Juice Robinson font équipe avec leur coéquipier de Taguchi Japan, Ryusuke Taguchi, mais perdent contre Bullet Club (Tama Tonga, Tanga Loa et Taiji Ishimori) pour les Never Openweight 6-Man Tag Team Championship,.
Lors de Honor Rising: Japan 2019 - Tag 2, lui et Juice Robinson perdent contre The Briscoe Brothers (Jay Briscoe et Mark Briscoe) et ne remportent pas les ROH World Tag Team Championship.
Il fait son retour lors de King Of Pro Wrestling 2019, sauvant son partenaire Juice Robinson d'une attaque de Lance Archer et défi ce dernier à un match pour le IWGP United States Heavyweight Championship. Lors de Showdown In San Jose, il perd contre Lance Archer et ne remporte pas le IWGP United States Heavyweight Championship. Il participe ensuite au World Tag League 2019 avec Juice Robinson qu'ils remportent en battant en finale les 2 fois anciens vainqueurs du tournoi Los Ingobernables de Japón (Evil et Sanada). Lors de Wrestle Kingdom 14 - Tag 1, ils battent Guerrillas of Destiny (Tama Tonga et Tanga Loa) et remportent les IWGP Tag Team Championship. Lors de The New Beginning In USA 2020 - Tag 5, ils perdent les titres contre Guerrillas of Destiny.
Lors du premier tour de la New Japan Cup 2021, il bat Chase Owens. Lors du second tour, il bat Yoshi-Hashi. En quart de finale, il bat Jay White. En demi-finale, il perd contre Will Ospreay.
Lors de Resurgence, il perd contre Jay White et ne remporte pas le NEVER Openweight Championship.

#### Bullet Club (2023-...)

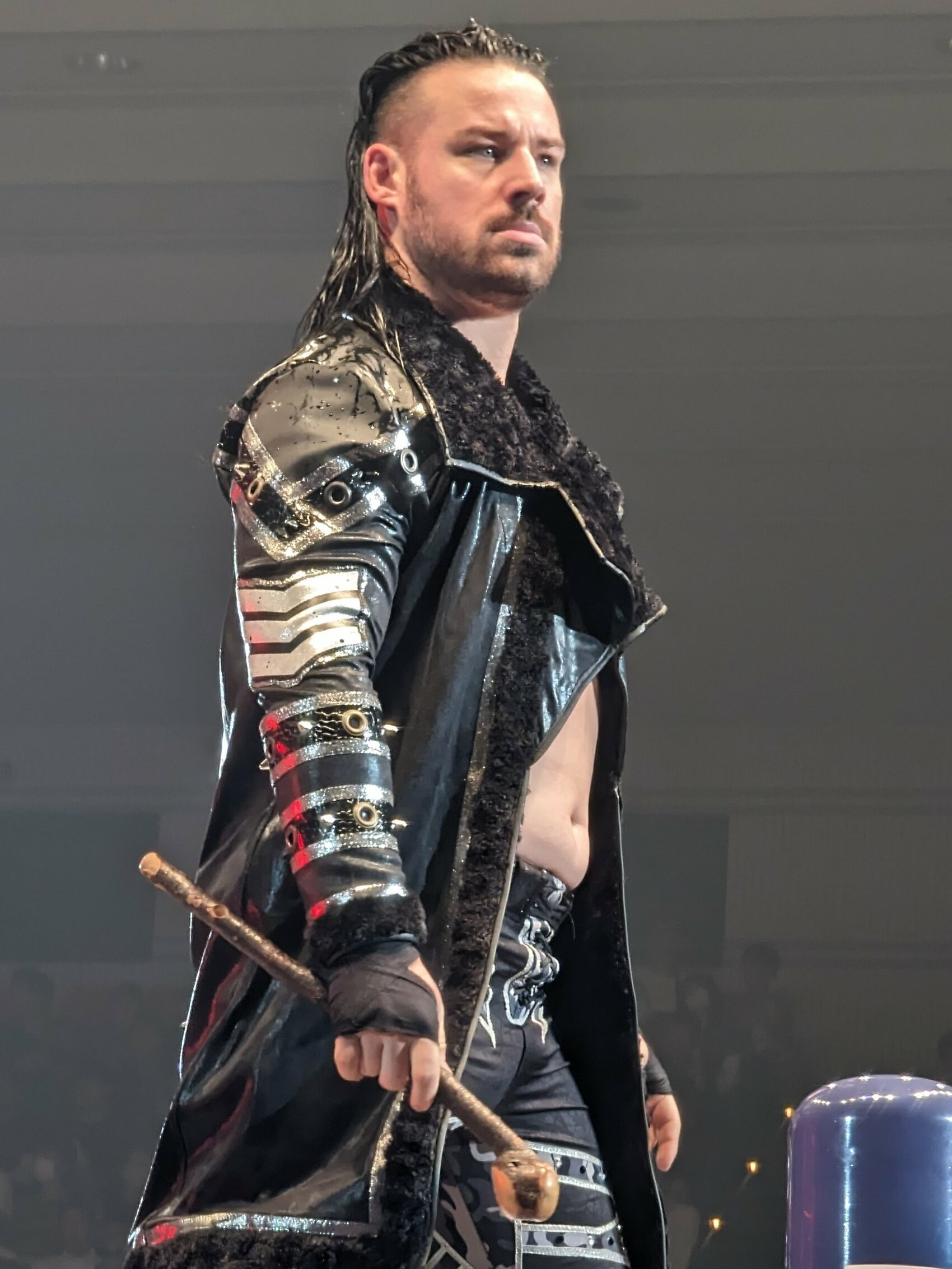
Finlay en Novembre 2023

Lors de Battle In The Valley 2023, il attaque Jay White après que ce dernier est était contraint de quitter la New Japan Pro Wrestling après sa défaite contre Eddie Kingston et se montre plus méchant et arrogant. Le 5 mars, après qu'il est battu Tomohiro Ishii au premier tour de la New Japan Cup 2023, il est présenté par l'ancien manager de White, Gedo, comme le nouveau membre du Bullet Club, devenant le septième leader du clan, après le départ de White.
Lors de Wrestling Dontaku 2023, il bat Tama Tonga et remporte le NEVER Openweight Championship. Il est attaqué après le match par El Phantasmo. Lors de Dominion 6.4 In Osaka-Jo Hall, il conserve son titre contre El Phantasmo. Lors de Destruction In Ryogoku 2023, il perd son titre contre Tama Tonga.
Lors de Power Struggle ~ Super Junior Tag League 2023, il bat Tanga Loa et plus tard dans la soirée, il attaque Will Ospreay et Jon Moxley et détruit le IWGP United States Heavyweight Championship ainsi que le IWGP United Kingdom Heavyweight Championship.

#### IWGP Global Heavyweight Champion (2024)
Lors de Wrestle Kingdom 18, Il bat Will Ospreay & Jon Moxley, pour devenir le tout premier IWGP Global Heavyweight Champion.

### Ring of Honor (2016–2020)
Il forme ensuite le clan Lifeblood dont le but est de ramener l'honneur à la ROH aux côtés de Juice Robinson, Tracy Williams, Bandido, Mark Haskins et Tenille Dashwood.
Il participe ensuite au tournoi pour couronner le nouveau ROH Pure Champion, un titre qui a été réactivé après avoir été désactivé 14 ans plus tôt. Lors du premier tour, il bat Rocky Romero. Lors des Quarts De Finale, il est éliminé du tournoi à la suite de sa défaite contre Jay Lethal.

### Impact Wrestling (2021-2022)
Le 13 février 2021 à No Surrender, Impact Wrestling annonce l'arrivée de Finlay et Juice Robinson dans le cadre d'un partenariat entre Impact Wrestling et la New Japan Pro Wrestling.
Le 16 février 2021 à Impact, ils font leurs débuts en battant Reno Scum et après le match sont confrontés par les Impact World Tag Team Champions, The Good Brothers (Doc Gallows et Karl Anderson).
Lors de Sacrifice (2021), ils battent The Good Brothers et remportent les Impact World Tag Team Championship,. Lors de Rebellion (2021), ils conservent leur titres contre The Good Brothers. Ils perdent ensuite leur titres contre Violent by Design (Joe Doering et Rhino) après que ces derniers et encaissé le Call your Shot de Rhino (qu'il détient depuis 2020)  lui permettant d'avoir un match de championnat n'importe quand.

### All Elite Wrestling (2022)
Il fait ses débuts le 8 juin à AEW Dynamite en perdant contre Adam Page.

## Palmarès
- Impact Wrestling
  - 1 fois Impact World Tag Team Championship avec Juice Robinson

- New Japan Pro Wrestling
  - 2 fois IWGP Global Heavyweight Championship(Inaugural et actuellement)
  - 1 fois NEVER Openweight Championship
  - 1 fois IWGP Tag Team Championship avec Juice Robinson
  - 1 fois NEVER Openweight 6-Man Tag Team Championship avec Ricochet et Satoshi Kojima
  - World Tag League (2019) avec Juice Robinson

- Power Of Wrestling
  - 1 fois POW Junior Championship

## Récompenses des magazines
- Pro Wrestling Illustrated

| Année | 2015 | 2016 | 2017 | 2018 | 2019 | 2020 | 2021 | 2022 | 2023 | 2024 |
| ----- | ---- | ---- | ---- | ---- | ---- | ---- | ---- | ---- | ---- | ---- |
| Rang  | 447  | 431  | 431  | 350  | 399  | 233  | 241  | 225  | 74   | 49   |